# Wild Pack
Wild Pack är en fiktiv gruppering i Marvels universum.
Den grundades av Silver Sables far för att jaga ner nazistiska krigsförbrytare. När dottern (Silver Sable) tog över började de dock specialisera sig till att bli elitprisjägare.